# Dmitrij Czerkasow
Dmitrij Czerkasow (ur. 30 stycznia 1973 w Jelcu) – rosyjski reżyser, scenarzysta, aktor i producent filmowy.

## Wybrana filmografia
- 2018: Cena wolności
- 2011: Dolina róż

## Nagrody
- 2015: Złota Rękawica (Film „Tu-154. Moja Legenda”) – Specjalna Nagroda Atomowej Branży Rosji na festiwalu filmowym „Człowiek trudu”[1][2].